# Poincy
 Poincy ist eine französische Gemeinde mit 776 Einwohnern (Stand 1. Januar 2022) im Département Seine-et-Marne in der Region Île-de-France. Sie gehört zum Arrondissement Meaux und zum Kanton La Ferté-sous-Jouarre.

## Geographie
Nachbargemeinden von Poincy sind Germigny-l’Évêque im Norden, Isles-les-Meldeuses im Nordosten, Changis-sur-Marne im Osten, Trilport im Südosten, Fublaines im Süden und Meaux im Westen.

## Bevölkerungsentwicklung
| Jahr      | 1962 | 1968 | 1975 | 1982 | 1990 | 1999 | 2007 | 2017 |
| Einwohner | 260  | 263  | 328  | 514  | 591  | 694  | 706  | 692  |

## Sehenswürdigkeiten
- Kapelle Saint-Antoine de Padoue, erbaut 1838

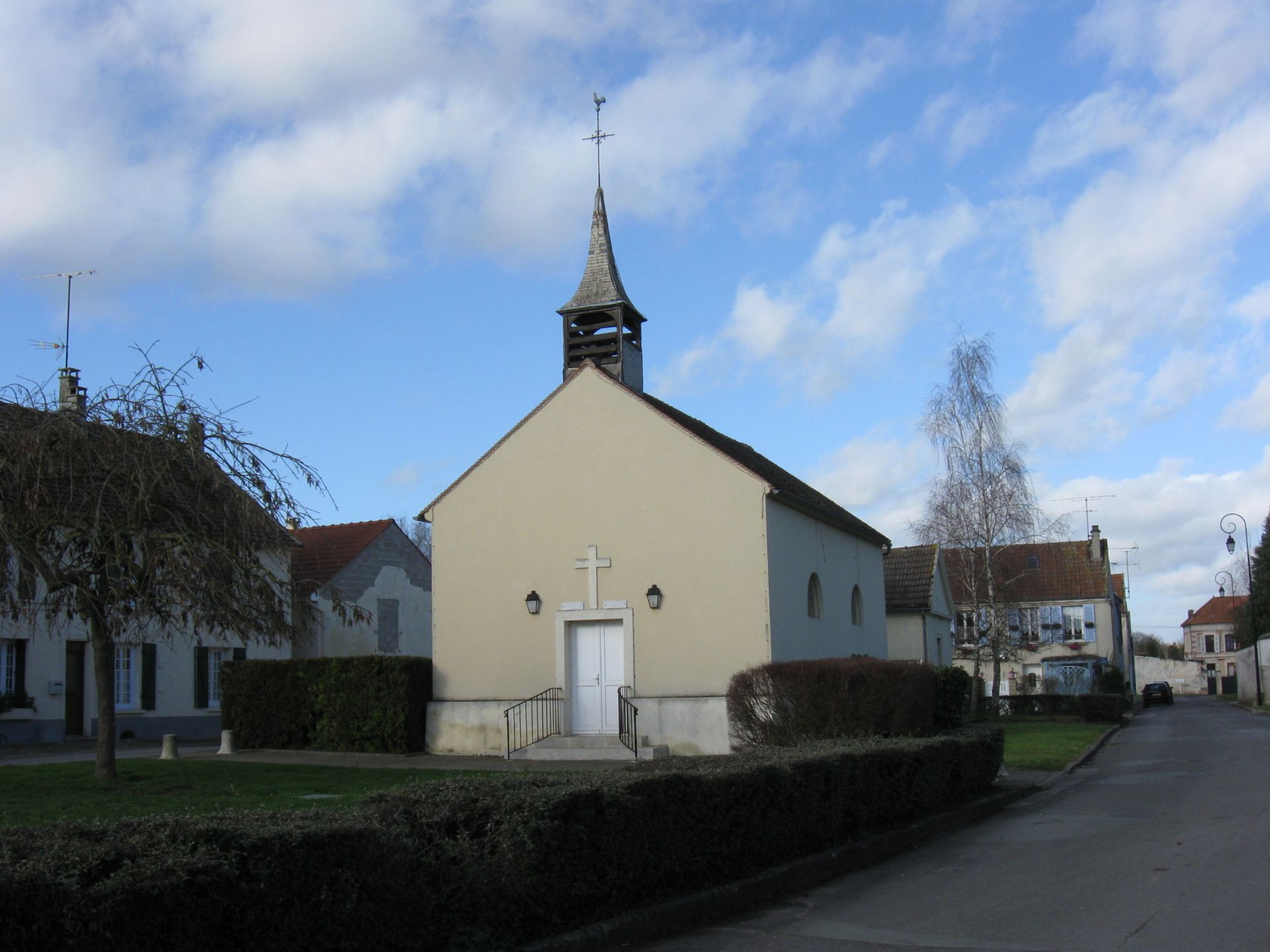
Kapelle Saint-Antoine de Padoue